# Galina Malchugina
Galina Viatcheslavovna Maltchouguina (em russo:  Галина Вячеславовна Мальчугина; Bryansk, 17 de dezembro de 1962) é uma antiga atleta da Rússia, especialista em provas de velocidade, tanto a nível individual como em estafetas. Fez parte das equipes de estafeta 4 x 100 metros que obtiveram a medalhas nos Jogos Olímpicos de Seul 1988 e de Barcelona 1992.
A título individual, os seus maiores êxitos aconteceram na prova de 200 metros, na qual obteve várias medalhas em campeonatos mundiais e europeus.
A sua filha, Yuliya Chermoshanskaya, ganhou uma medalha de ouro na estafeta 4 x 100 metros dos Jogos Olímpicos de 2008.

## Melhores marcas pessoais
| Prova      | Data                | Local                   | Tempo |
| ---------- | ------------------- | ----------------------- | ----- |
| 100 metros | 22 de junho de 1992 | Moscovo, Rússia         | 10.92 |
| 200 metros | 4 de julho de 1996  | São Petersburgo, Rússia | 22.18 |